# Effie Raitt
Effie Raitt, död 1945, var en amerikansk feminist, dietist och universitetsprofessor. Hon var rektor för University of Washington's School of Home Economics 1912-1945, och Raitt Hall har fått sitt namn efter henne. Hon var ordförande för American Home Economics Association och American Dietetic Association.
Hon var USA:s delegat till Pan-Pacific Women's Conference 1937. 